# Kampf um den Halbmond
Kampf um den Halbmond (Originaltitel: No Man’s Land, englisch für Niemandsland) ist ein Kriegs- und Familiendrama von Maria Feldman, Eltan Mansuri, Amit Cohen und Ron Leshem, gedreht ab dem Jahr 2019. Arte bot die Serie bis zum 30. März 2026 in der Mediathek zum Streaming an.
Die deutsche Erstausstrahlung der zweiten Staffel erfolgte ab dem 17. April 2025 auf Arte.

## Handlung
Die Serie spielt im Jahr 2014 mit einigen Rückblenden. Antoine entdeckt auf einem Video eines Bombenanschlages im Irak eine Frau, die aufgrund einer kleinen Geste seiner totgeglaubten Schwester Anna ähnelt.
Schnell wird klar, dass es vor Jahren Vorfälle gab, die dazu führten, dass Anna den Kontakt zu ihrer Familie abgebrochen hat und Antoine immer noch ein schlechtes Gewissen plagt. Antoine reist nach Syrien, um seine Schwester zu finden und landet tatsächlich zwischen den Fronten von IS und kurdischen YPJ, die sich zu dieser Zeit heftige Kämpfe liefern.
In Rückblenden wird die Geschichte von Anna erzählt, die vor ihrem Tod zunächst als Archäologin in Ägypten bei Ausgrabungen arbeitet und an der Uni dort lehrt. Ein etwas mysteriöser Mitarbeiter einer NGO (Stanley) kontaktiert sie und bittet um Hilfe. Es geht um die Ausreise einer Bürgerrechtlerin aus dem Iran, für die Anna einen Pass in das Land schmuggeln soll. Anna durchschaut schnell, dass mehr hinter der Geschichte steckt und tatsächlich geht es um das Ausspionieren der vermuteten Atomwaffenproduktion im Iran.
Sie rekrutiert schließlich sogar selber bei einer Ausgrabung eine junge Iranerin, die ihr hilft. Bei einem Anschlag des Mossad werden schließlich mehrere Wissenschaftler und unbeteiligte Menschen getötet. Der Geheimdienst des Iran foltert und tötet daraufhin Annas Freundin und deren Mann.
Es ist schnell klar, dass Anna nun ebenso um ihr Leben fürchten muss. Tatsächlich wird ihr Tod während eines Bombenanschlages des iranischen Geheimdienstes perfekt inszeniert. In einem Nebensatz erklärt Stanley, wie bis hin zur Fälschung von DNA-Datenbanken und Zahnschema die perfekten Spuren gelegt werden.
Über Rückblenden werden gleichzeitig das Geschehen aus der Sicht dreier junger freiwilliger IS-Kämpfer aus England erzählt. Auch hier gelingt es dem mysteriösen Stanley einen Agenten zu rekrutieren. Während der IS eine Schlacht nach der anderen gewinnt, gibt der eingeschleuste ehemalige englische Soldat Informationen an den Mossad weiter, der wiederum im Kontakt mit der YPJ steht.
Antoine wird bei seiner Suche nach Anne vom YPJ zunächst ge- und enttäuscht und erst einmal trotz des Misstrauens der Soldatinnen selber zum YPG-Kämpfer. Tatsächlich trifft er dann doch noch auf seine Schwester Anna, die als eine der Anführerinnen der YPJ auf keinen Fall in ihr altes Leben zurückkehren will. Gleichzeitig entwickelt sich eine Beziehung zu der jungen, in Frankreich aufgewachsenen Kämpferin und Anführerin Sarya. Diese wird bei einem IS-Angriff lebensbedrohlich verletzt. Nur eine Behandlung in einem westlichen Krankenhaus kann sie retten, so dass sie schließlich zusammen mit Antoine ausgeflogen wird. Am Flughafen warten die Eltern schon, aber Antoine erzählt ihnen (vorerst?) nicht, dass Anna noch lebt und es bleibt auch offen, ob der zu seiner Ehefrau zurückkehren will. Es bleibt also Raum für eine zweite Staffel, die schon geplant wird.

## Figuren

### Hauptfiguren
Im Gegensatz zum klassischen Spionage- und Kriegsdrama steht zunächst der eher ängstliche Antoine im Mittelpunkt, ein sympathischer Bau-Ingenieur und werdender Familienvater. Dass seine Schwester Anna mit der Familie gebrochen hat, kann und will er nicht akzeptieren. Dass er auf der Suche nach Anne im „Halbmond“ oder Niemandsland zwischen Syrien und Türkei landet und überlebt, ist seiner Naivität und einem unwahrscheinlichen Glück geschuldet.
Die eigentlichen Helden sind vielleicht die Frauen der YPJ, die Co-Produzentin Maria Feldman inspiriert haben. Letztendlich werden aber auch die drei tragischen Freunde und IS-Freiwilligen aus Großbritannien immer menschlich nachvollziehbar gezeichnet.
Der Profi, der Mossad-Agent Stanley, der seine Mitarbeiter immer wieder manipuliert und das Leben anderer rücksichtslos riskiert, bleibt dagegen eine zwielichtige Gestalt. Sympathisch, aber am Ende der brutalste von allen.

### Nebenfiguren
Die großbürgerlichen Eltern von Anne und Antoine, die YPJ-Kämpferinnen, ein iranischer Asylbewerber aber auch die brutalen Anführer und Kämpfer des IS bleiben zwar Nebenfiguren des Geschehens, illustrieren aber den denkbar größtmöglichen Gegensatz zwischen den Kulturen.

## Produktion
Als Fertile Crescent (Fruchtbarer Halbmond – das Gebiet der nordsyrische Wüste) wurde das Konzept bei Series Mania vorgestellt und 2017 mit dem Best Project Award ausgezeichnet. Zunächst von French Film-TV Produzenten Haut et Court TV und Israel’s Masha Productions und Spiro Film entwickelt und geplant fanden sich schnell weitere Geldgeber: ARTE France in Zusammenarbeit mit Disney-Tochter und Streaminganbieter Hulu sowie Fremantle als „International Distributor“.

## Untertitel
Eine Besonderheit der Serie ist ein authentischer O-Ton aus Englisch, Französisch, Kurdisch und Arabisch. Die Darsteller sprechen dazu die jeweiligen Fremdsprachen mit deutlichen Akzent und Fehlern, was auch zu Verständigungsproblemen führt.
Immer wieder gibt es Situationen, in denen Personen andere wegen der Sprachbarrieren nicht verstehen. Der Eindruck der Fremdheit der Akteure aus dem Westen in ihrem arabisch-kurdischen Umfeld wird dadurch noch weiter verstärkt. Der Zuschauer erlebt direkt, wie schwer es ist, sich nicht verständigen zu können. Z.B. muss Antoine erst einige Brocken Kurdisch lernen, um die einfachsten Hinweise zu verstehen. Er ist letztendlich aber immer wieder froh, dass er mit YPJ-Kämpfern Englisch oder Französisch sprechen kann.
An anderer Stelle nimmt einer der aus Großbritannien zum IS gestoßenen Kämpfer ganz selbstverständlich an, mit einem Landsmann vom MI5 oder MI6 zu reden. U.a. weil dieser (mit dem englischen Schauspieler James Purefoy glänzend besetzt) British English spricht.
Durchgängig deutsche (im Original französische) Untertitel erhalten den Eindruck der verschiedenen Sprachen und Akzente der Sprecher, die in einer Synchronfassung nur sehr schwer darstellbar wären.

## Rezeption
Auf France Culture wird gelobt, dass der Regisseur auf das große Spektakel und die großen Mittel bewusst verzichtet. Die Kampfszenen heben sich durch Kürze und Schärfe deutlich vom US-amerikanischen Kino ab. Die Dürre der nordsyrischen Wüstenlandschaft entspricht der Filmsprache: No man’s Land wird in der Artikelüberschrift schon zur „Antithese zur (US-Serie) Homeland“.
Auch dass die Serie sich sehr schnell von einem Familien- zu einem Spionage- und Kriegsdrama entwickelt gefällt der Rezensentin Sarah Ihler-Meyer. Die persönliche Geschichte wird schnell zu einem umfassenden Porträt eines Krieges. Der bleibt aber immer persönlich, von einzelnen Menschen erfahrbar. Die Serie löse sich von „üblichen Mustern von Spionagethrillern“.
LesEchos lobt die Besetzung und die Leistung der Schauspieler sowie die „dokumentarische Präzision“. Im Superlativ urteilt eine kurze Ankündigung, der Film böte einen „einmaligen Blick“ auf die tragischen Ereignisse und ihre globalen Auswirkungen in Syrien. „Eine Serie, die sich niemand entgehen lassen sollte“ urteilt auch Sur Nos Ecrans gleich in der Überschrift, um im Weiteren die Serie rundum zu loben als „zwar gewagt, aber gelungenes Spiel“ um ein klassisches Grundmotiv.
Auch die Süddeutsche Zeitung kündigt die Serie am 1. Oktober 2020 mit einer wohlwollenden Besprechung an und bescheinigt eine „spannende Dramaturgie“.

## Auszeichnungen
- Best Project Award 2017 und Förderung durch Series Mania[7][15]

- Nominierung für den internationalen Wettbewerbs bei Séries Mania 2020 gleichzeitig von ARTE in Frankreich und Hulu in den USA am 18. September 2020 gesendet.[7]